# Portlandia
Portlandia es un género de plantas con flores de la familia Rubiaceae.
Es nativo de Cuba y Jamaica.
El nombre Portlandia es en homenaje a Margaret Bentinck (1715-1785), Duquesa de Portland en la época de la creación del género.

## Especies aceptadas
El género comprende unas 40 especies descritas, de las cuales solo media docena son aceptadas, y el resto corresponde a meros sinónimos de los taxones válidos.
- Portlandia coccinea Sw.
- Portlandia grandiflora L. - quina nueva de Jamaica,[4] especie tipo en Linneo, Syst. Nat., ed. 10, 2: p. 928, 1759
- Portlandia harrisii Britton
- Portlandia microsepala Urb.
- Portlandia platantha Hook.f.
- Portlandia proctorii (Aiello) Delprete